# 헌티드 (2003년 영화)
《헌티드》(영어: The Hunted)은 2003년에 개봉한 미국의 액션 스릴러 영화이다.

## 출연진
- 토미 리 존스 - L.T. 보넘 역
- 베니시오 델토로 - 에런 핼럼 중사 역
- 코니 닐센 - FBI 특수 요원 애비 더럴 역
- 레슬리 스테펀슨 - 아이린 크래비츠 역
- 존 핀 - FBI 특수 요원 테드 체노웨스 역
- 호세 수니가 - FBI 특수 요원 보비 모렛 역
- 론 캐나다 - FBI 특수 요원 해리 밴잰트 역
- 마크 펠러그리노 - 데일 휴잇 역
- 제나 보이드 - 로레타 크래비츠 역
- 캐릭 오퀸 - 콜러 역
- 로니 채프먼 - 잰더 역
- 렉스 린 - 파월 역: 사냥꾼.
- 에디 벌레즈 - 리처즈 역: 사냥꾼.
- 조니 캐시 - 해설 (크레디트 미기재)

## 기타 제작진
- 협력 제작: 아트 몬터러스텔리

## 우리말 녹음
KBS 성우진 (2006년 7월 15일)
- 설영범 - L.T. 보넘(토미 리 존스)
- 이규화 - 에런 핼럼(베니시오 델토로)
- 차명화 - 애비 더럴(코니 닐센)
- 정옥주 - 아이린 크래비츠(레슬리 스테펀슨)
- 이봉준 - 테드 체노웨스 요원(존 핀)
- 장승길 - 보비 모렛 요원(호세 수니가) / 에런의 상관
- 노민 - 해리 밴잰트(론 캐나다)
- 전숙경 - 로레타 크래비츠(제나 보이드) / 시민
- 강구한 - 데일 휴잇(마크 펠러그리노) / 산악 주인(로니 채프먼) / 공사 현장 감독
- 류다무현 - 사냥꾼(캐릭 오퀸) / 보안관(알렉산더 매켄지) / 방송 중계원 / 경찰 / 시민
- 김승태 - 사냥꾼(에디 벌레즈) / 데일의 동료 / 방송 중계원
- 최창석 - 경찰(스티브 엔필드) / 공항 안내 / 시민
- 서지연 - 공항 여자 아이(얼리샤 개릭) / 공항 안내 / 시민